# Unalaskaspitsmuis
De unalaskaspitsmuis (Sorex pribilofensis)  is een zoogdier uit de familie van de spitsmuizen (Soricidae). De wetenschappelijke naam van de soort werd voor het eerst geldig gepubliceerd door Merriam in 1895.